# Marojejya insignis
Espèce
Classification APG IV (2016)
Statut de conservation UICN

 LC  : Préoccupation mineure
Marojejya insignis est une espèce de plantes de la famille des Arecaceae trouvée à Madagascar.

## Publication originale
- Mémoires de l'Institut Scientifique de Madagascar, Série B, Biologie Végétale 6: 94. 1955.